# Open Sud de France 2019 - Qualificazioni singolare
Le qualificazioni del singolare dell'Open Sud de France 2019 sono state un torneo di tennis preliminare per accedere alla fase finale della manifestazione. I vincitori dell'ultimo turno sono entrati di diritto nel tabellone principale. In caso di ritiro di uno o più giocatori aventi diritto a questi sono subentrati i lucky loser, ossia i giocatori che hanno perso nell'ultimo turno ma che avevano una classifica più alta rispetto agli altri partecipanti che avevano comunque perso nel turno finale.

## Teste di serie
1. Ričardas Berankis (primo turno)
2. Adrián Menéndez Maceiras (ultimo turno, lucky loser)
3. Marcos Baghdatis (qualificato)
4. Ruben Bemelmans (ultimo turno, lucky loser)

1. Quentin Halys (ultimo turno)
2. Matthias Bachinger (qualificato)
3. Antoine Hoang (qualificato)
4. Constant Lestienne (primo turno)

## Qualificati
1. Nicolas Mahut
2. Antoine Hoang

1. Marcos Baghdatis
2. Matthias Bachinger

### Lucky loser
1. Adrián Menéndez Maceiras

1. Ruben Bemelmans

## Tabellone

### Legenda
| - Q = Qualificato - WC = Wild card - LL = Lucky loser | - ALT = Alternate - SE = Special Exempt - PR = Protected Ranking | - w/o = Walkover - r = Ritirato - d = Squalificato |

### Sezione 1
|  | Primo turno | Primo turno        | Primo turno       | Primo turno | Primo turno |  |  | Ultimo turno | Ultimo turno    | Ultimo turno    | Ultimo turno | Ultimo turno |  |
|  |             |                    |                   |             |             |  |  |              |                 |                 |              |              |  |
|  | 1           | Ričardas Berankis  | Ričardas Berankis | 2           | 3           |  |  |              |                 |                 |              |              |  |
|  |             | Nicolas Mahut      | Nicolas Mahut     | 6           | 6           |  |  |              | Nicolas Mahut   | Nicolas Mahut   | 6            | 6            |  |
|  |             | Aleksej Vatutin    | 6                 | 3           | 6           |  |  |              | Aleksej Vatutin | Aleksej Vatutin | 4            | 4            |  |
|  | 8           | Constant Lestienne | 4                 | 6           | 1           |  |  |              |                 |                 |              |              |  |

### Sezione 2
|  | Primo turno | Primo turno              | Primo turno              | Primo turno | Primo turno |  |  | Ultimo turno | Ultimo turno             | Ultimo turno             | Ultimo turno | Ultimo turno |  |
|  |             |                          |                          |             |             |  |  |              |                          |                          |              |              |  |
|  | 2           | Adrián Menéndez Maceiras | Adrián Menéndez Maceiras | 7           | 6           |  |  |              |                          |                          |              |              |  |
|  | Alt         | Benjamin Bonzi           | Benjamin Bonzi           | 5           | 3           |  |  | 2            | Adrián Menéndez Maceiras | Adrián Menéndez Maceiras | 5            | 3            |  |
|  |             | Sergio Gutiérrez Ferrol  | Sergio Gutiérrez Ferrol  | 2           | 0           |  |  | 7            | Antoine Hoang            | Antoine Hoang            | 7            | 6            |  |
|  | 7           | Antoine Hoang            | Antoine Hoang            | 6           | 6           |  |  |              |                          |                          |              |              |  |

### Sezione 3
|  | Primo turno | Primo turno             | Primo turno | Primo turno | Primo turno |  |  | Ultimo turno | Ultimo turno     | Ultimo turno     | Ultimo turno | Ultimo turno |  |
|  |             |                         |             |             |             |  |  |              |                  |                  |              |              |  |
|  | 3           | Marcos Baghdatis        | 3           | 6           | 6           |  |  |              |                  |                  |              |              |  |
|  | WC          | Antoine Cornut Chauvinc | 6           | 4           | 4           |  |  | 3            | Marcos Baghdatis | Marcos Baghdatis | 6            | 6            |  |
|  | Alt         | Kenny de Schepper       | 4           | 6           | 0           |  |  | 5            | Quentin Halys    | Quentin Halys    | 2            | 3            |  |
|  | 5           | Quentin Halys           | 6           | 3           | 6           |  |  |              |                  |                  |              |              |  |

### Sezione 4
|  | Primo turno | Primo turno        | Primo turno        | Primo turno | Primo turno |  |  | Ultimo turno | Ultimo turno       | Ultimo turno       | Ultimo turno | Ultimo turno |  |
|  |             |                    |                    |             |             |  |  |              |                    |                    |              |              |  |
|  | 4           | Ruben Bemelmans    | Ruben Bemelmans    | 7           | 6           |  |  |              |                    |                    |              |              |  |
|  |             | Matteo Donati      | Matteo Donati      | 6           | 3           |  |  | 4            | Ruben Bemelmans    | Ruben Bemelmans    | 3            | 4            |  |
|  | WC          | Jonathan Eysseric  | Jonathan Eysseric  | 4           | 1           |  |  | 6            | Matthias Bachinger | Matthias Bachinger | 6            | 6            |  |
|  | 6           | Matthias Bachinger | Matthias Bachinger | 6           | 6           |  |  |              |                    |                    |              |              |  |